# Hans Horn
Hans Thomas "Hassa" Horn (ur. 2 października 1873 w Oslo, zm. 21 kwietnia 1968 tamże) – norweski kombinator norweski uczestniczący w zawodach w latach 1910-1919. Zdobył wraz z Jørgenem Hansenem medal Holmenkollen w 1918.
Na co dzień pracował jako inżynier, czasem też jako architekt, zajmował się również polityką. W latach 1910–1912 pełnił funkcję zastępcy członka parlamentu Norwegii.
Odegrał kluczową rolę w rozwoju komunikacji i dostaw energii elektrycznej w Norwegii na początku XX wieku.